# Feri Lainšček

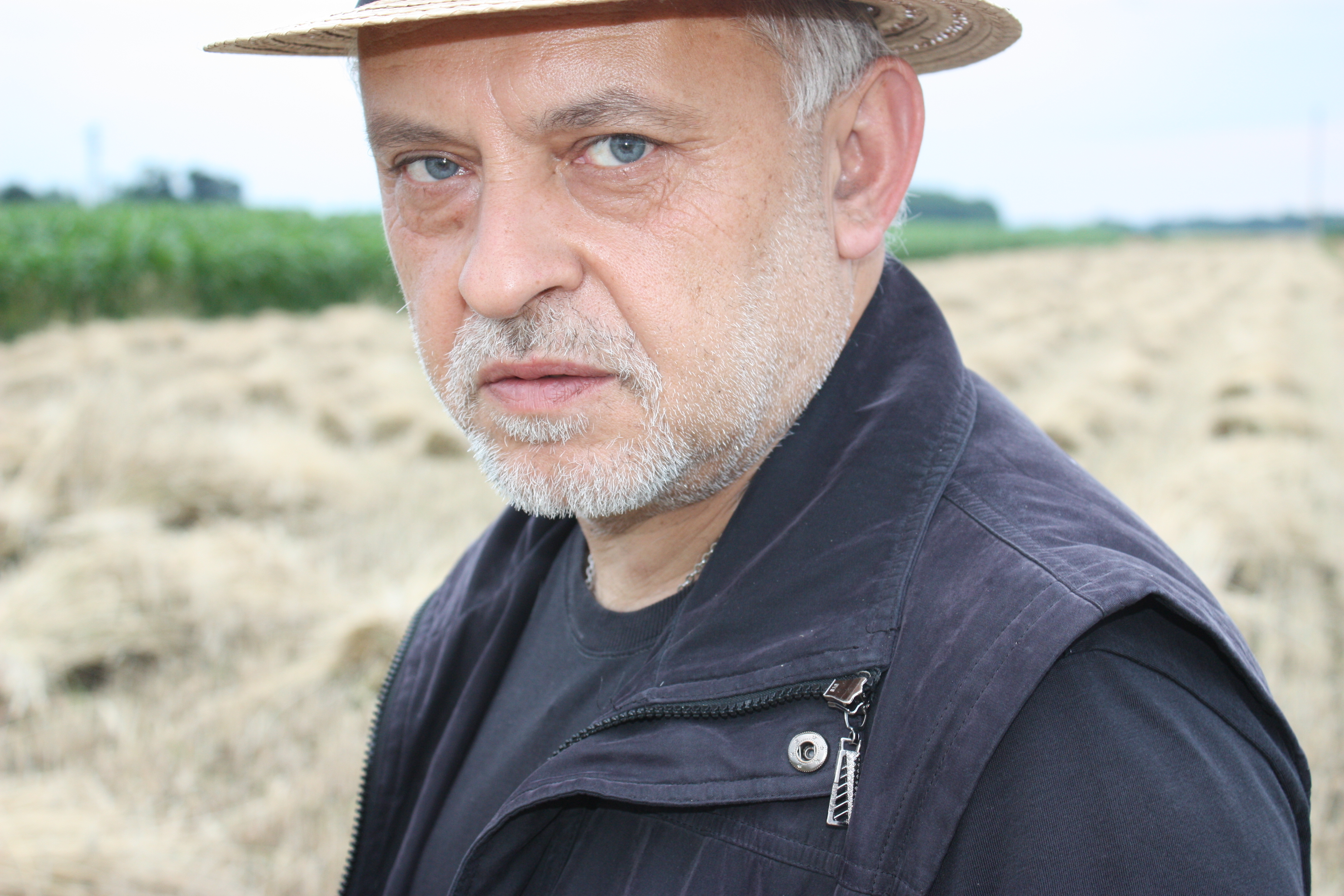
Feri Lainšček (2015)

Feri Lainšček (geb. Franc Lainšček, * 5. Oktober 1959 in Dolenci, SFR Jugoslawien) ist ein slowenischer Schriftsteller, Dichter, Dramaturg, Songwriter und Verleger.

## Leben und Werk
Lainščeks Geburtsort befindet sich im slowenischen Übermurgebiet (Prekmurje) nahe der ungarischen Grenze. Er wuchs in bescheidenen Verhältnissen auf und sprach bis zu seiner Einschulung nur die prekmurische Mundart. Nach der Matura am Gymnasium in Murska Sobota wollte er an der Akademie der Bildenden Künste in Ljubljana Malerei studieren, scheiterte jedoch an der Aufnahmeprüfung. Das daraufhin begonnene Studium an der damaligen Fakultät für Soziologie, Politikwissenschaft und Journalismus (FSPN) brach er ab. Sein erstes Geld verdiente er als Mitarbeiter in der Redaktion von Radio Ljubljana, in seiner Freizeit schrieb er Gedichte und arbeitete an einem Roman, der in Fortsetzungen in der Zeitschrift Teleks veröffentlicht wurde. Nach dem unerwarteten Erfolg seines Debütromans Peronarji (1982, Die Leute am Bahnsteig) entschied er sich für ein Leben als freier Kunstschaffender und kehrte nach Prekmurje zurück. 1992 gründete er mit seinem Freund Franci Just den Verlag Franc-Franc, der u. a. jährlich in Murska Sobota das Treffen slowenischer Jugendschriftsteller Oko besede organisiert, in dessen Rahmen u. a. den Večernica-Preis für den besten slowenischen Jugendroman des vergangenen Jahres verliehen wird.
Lainšček zählt zu den erfolgreichsten zeitgenössischen slowenischen Autoren, zudem ist er als Songwriter tätig, schreibt Filmszenarien und war Dramaturg bei verschiedenen Hör- und Puppenspielen. Etliche seiner Werke wurden als Drehbücher adaptiert. Sein umfangreiches, mehr als 100 bibliographische Einheiten umfassendes Werk ist von einer starken Verbundenheit mit Prekmurje, seinen Menschen und seiner Kultur geprägt. In den Romanen Namesto koga roža cveti (1991, dt. Übersetzung Halgato: Lacki roma – statt zu leben, 1994) und Nedotakljivi (2007, Die Unberührbaren) widmete sich Lainšček der Volksgruppe der Roma, ihrer Lebensauffassung und den Konflikten mit der slowenischen Bevölkerung in der zweiten Hälfte des 20. Jahrhunderts. Beide Geschichten werden, wenn auch nicht frei von stereotypisierender Darstellung, aus der Innenperspektive von Angehörigen der Volksgruppe erzählt. Eine weitere bestimmende Thematik ist die schicksalshafte Antriebskraft der Liebe, deren Poesie er einer ironischen Distanz gegenüber emotionalen Themen entgegenzustellen versucht. In seinen Romanen Ločil bom peno od valov und Muriša stellt die Mur eine geografische wie auch symbolische Trennlinie dar, die schicksalsträchtig das Leben der Hauptfiguren beeinflusst, und ist gleichzeitig Schauplatz großer historischer Umbrüche. In einigen seiner Erzählungen - Skarabej in vestalka (1997, Der Skarabäus und die Vestalin), Prvotnost (2018, Ursprünglichkeit) und Sprehajališča za vračanje (2010, Spazierwege zum Zurückkehren) spiegelt sich Lainščeks Interesse an der analytischen Psychologie Carl Gustav Jungs wider.
Lainšček schreibt darüber hinaus auch Poesie für Erwachsene sowie für Kinder und Jugendliche. Seine erfolgreichste Gedichtsammlung Ne bodi kot drugi (2007, Sei nicht wie die andern) enthält als Beilage auch eine CD mit musikalischen Interpretationen der Gedichte, eines davon auch im Dialekt von Prekmurje. Neben Themen wie Familie und Freundschaft finden sich in seinen Gedichten für kleinere Kinder regelmäßig auch Tierfiguren. In seinen Gedichtsammlungen für Jugendliche behandelt er typische altersspezifische Probleme wie Sinnsuche und Auslotung persönlicher Grenzen, Liebe und Zurückweisung.
Lainščeks Werke wurden bisher u. a. ins Deutsche, Englische, Ungarische, Kroatische, Tschechische, Spanische und Katalanische übersetzt. Im Rahmen der Reihe „Med Muro in Rabo“ ließ sein Verlag Franc-Franc zudem seine Märchensammlung in den porabischen Dialekt der slowenischen Volksgruppe jenseits der ungarischen Grenze übersetzen. Lainšček wurde mehrfach mit nationalen und auch internationalen Preisen ausgezeichnet, u. a. 1992 und 2007 mit dem Kresnik-Preis für den besten Roman und 1995 mit dem Preis der Prešeren-Stiftung. Für seine Kinder- und Jugendliteratur erhielt er 2001 den Večernica-Preis für das beste slowenische Jugendbuch sowie 2012 den Desetnica-Preis des Slowenischen Schriftstellerverbands. 2021 wurde er für sein Lebenswerk mit dem Prešeren-Preis ausgezeichnet.

## Werke (Auswahl)

### Romane
- Peronarji, 1981. Murska Sobota: Pomurska založba.
- Raza, 1986. Ljubljana: Borec.
- Namesto koga roža cveti, 1991
  - dt. Übersetzung: Halgato: Lacki roma – statt zu leben. Übersetzt von Andrea Zemljič, 1994. Klagenfurt u. a.: Mohorjeva/Hermagoras.
- Ki jo je megla prinesla, 1993
  - dt. Übersetzung: Die aus dem Nebel kam. Übersetzt von Andrea Haberl-Zemljič, 2003. Klagenfurt u. a.: Mohorjeva/Hermagoras.
- Astralni niz, 1993. Ljubljana: Sklad Vladimir Slejko.
- Skarabej in vestalka, 1997. Murska Sobota: Franc-Franc.
- Petelinji zajtrk, 1999
  - dt. Übersetzung: Hahnenfrühstück. Übersetzt von Andrea Haberl-Zemljlič, 2006. Klagenfurt u. a.: Mohorjeva/Hermagoras.
- Trik z vrvjo. Roman o stepski melanholiji, 2000
  - dt. Übersetzung: Der Trick mit dem Strick. Übersetzt von Andrea Haberl-Zemljič, 2001/2002. Klagenfurt u. a.: Mohorjeva/Hermagoras.
- Muriša, 2006. Ljubljana: Študentska založba.
- Nedotakljivi. Mit o ciganih, 2007. Ljubljana: Mladinska knjiga.
- Hit poletja, 2008. Ljubljana: Cankarjeva založba.
- Sprehajališča za vračanje, 2010. Ljubljana: Nova revija.
- Strah za metulje v nevihti, 2014. Ljubljana: Beletrina.
- Prvotnost. Poema o ljubezni, 2018. Ljubljana: Mladinska knjiga.
- Kurji pastir, 2020. Ljubljana: Beletrina.

### Lyrik (Auswahl)
Hiša svetega Nikolaja. Pesniški listi. Fotografien von Jože Pojbič, 1990. Murska Sobota: TDS SKD Guliver.
Dlan mi po tebi diši. Pesmi. Illustriert von Mira Ostojić, 2001. Murska Sobota: Franc-Franc.
Ne bodi kot drugi. Pesmi o dvojini. Illustriert von Zora Stančič, 2007. Ljubljana: Cankarjeva založba.

### Kinder- und Jugendliteratur (Auswahl)
Cicibanija. Pesmi za otroke. Illustriert von Jana Vizjak, 1987. Ljubljana: Mladinska knjiga.
Ajša Najša. Mladinski roman. Illustriert von Karel Zelenko, 1989. Ljubljana: Prešernova družba.
Rad bi. Pesmi za otroke. Illustriert von Marjan Manček, 1998. Ljubljana: Mladinska knjiga.
Mislice. Deset pravljic. Illustriert von Feri Lainšek, 2000. Murska Sobota: Franc-Franc.
Prvi šolski dan. Illustriert von Igor Ribič, 2002. Ljubljana: Prešernova družba.
Če padeš na nos, ne prideš na Nanos. Abeceda v ugankah. Illustriert von Igor Ribič, 2003. Murska Sobota: Franc-Franc.
Mišek Miško in Belamiška. Illustriert von Maša Kozjek, 2009. Ljubljana: Mladinska knjiga.
Pesmi o Mišku in Belamiški, 2010. Ljubljana: Mladinska knjiga.

### Hörspiele
Radiofonski umor. Kratka radijska igra, 1991. Ljubljana: Radio Slovenija.
Brat je škrat je tat je. Radijska igra za otroke, 1993. Ljubljana: Radio Slovenija.
Edi Manfredi. Radijska komedia, 1998. Ljubljana: Radio Slovenija.